# 弗拉特伍茲 (密蘇里州)
弗拉特伍茲（英語：Flatwoods）是位於美國密蘇里州里普利縣的非建制地區。

## 歷史
弗拉特伍茲的郵局於1900年設立，其後於1954年停運。

## 地理
弗拉特伍茲所處的海拔為高於海平面160米（即525英呎），而該地所採用的時區為UTC-6，即北美中部時區（CST）。同時該地設有夏令時間，為UTC-6調快一小時，即UTC-5（CDT）。